# Micrepeira fowleri
Micrepeira fowleri är en spindelart som beskrevs av Levi 1995. Micrepeira fowleri ingår i släktet Micrepeira och familjen hjulspindlar. Inga underarter finns listade i Catalogue of Life.